# Луций Сергий Катилина
Лу́ций Се́ргий Катили́на (лат. Lucius Sergius (Silus) Catilina; родился не позднее 108 года до н. э. — погиб в январе 62 года до н. э. близ Пистории, Италия, Римская республика) — римский политический деятель, известный, в первую очередь, как глава заговора против республиканского строя. Принадлежал к древнему, но потерявшему былое значение патрицианскому роду Сергиев, предположительно начал карьеру во время Союзнической войны 91—88 годов до н. э.  В гражданской войне примкнул к Луцию Корнелию Сулле, принял активное участие в проскрипционных убийствах (в частности, расправился с Марком Марием Гратидианом), заслужил репутацию человека жестокого, алчного и распутного. В 73 году до н. э. его привлекли к суду по обвинению в святотатстве, но приговор был оправдательным. Катилина занимал должность претора в 68 году до н. э., в 67—66 годах управлял провинцией Африка, а по возвращении в Рим начал добиваться консулата. Четырежды он выдвигал свою кандидатуру, но всякий раз терпел поражение; поэтому Луций потерял надежду на законное продолжение карьеры и начал замышлять государственный переворот. Некоторые источники относят к рубежу 66 и 65 годов до н. э. так называемый «первый заговор Катилины» — попытку группы политиков, включая Луция, Марка Лициния Красса и Гая Юлия Цезаря, захватить власть и устроить резню. Впрочем, большинство современных учёных полагает, что речь идёт о созданном позже пропагандистском мифе.
В 63 году до н. э. Катилина составил заговор, к которому примкнули ряд нобилей, оказавшихся в карьерном тупике и близких к банкротству, многие представители аристократической «золотой молодёжи», некоторые всадники. Планировалось, опираясь на сулланских ветеранов и обезземеленных крестьян, поднять мятеж в ряде регионов Италии, ввести войска в Рим, перебить многих сенаторов, а потом распределить между участниками заговора основные должности (Луций должен был стать консулом). Об этих планах узнал один из действующих консулов, Марк Туллий Цицерон. Получив доказательства существования заговора, он постарался убедить сенат в наличии смертельной опасности для всего республиканского строя. Его «Первая речь против Катилины» имела огромный успех; Луций в тот же день уехал из столицы и открыто примкнул к мятежу, поднятому его союзником Гаем Манлием в Этрурии. В Риме его объявили «врагом государства», а других заговорщиков, оставшихся в городе, позже казнили без суда. В январе 62 года до н. э. под Писторией Катилине пришлось принять бой с армией его бывшего союзника Гая Антония Гибриды. Мятежники были разгромлены, сам Луций погиб в схватке.
Основными источниками, рассказывающими о Катилине, являются произведения его личного врага Цицерона и идеологического противника Саллюстия. В этих текстах Луций изображён как олицетворение всех пороков, злодей и преступник. Такой образ стал общепринятым для западной культуры. С конца XIX века многие учёные относятся к нему критически, однако создать полную и объективную биографию Катилины не представляется возможным из-за скудости источниковой базы. Катилина стал героем многих произведений художественной литературы, причём в некоторых из них предстаёт как революционер и романтический герой.

## Биография

### Происхождение
Луций Сергий Катилина принадлежал к патрицианскому роду Сергиев — одной из знатнейших семей Рима. Согласно генеалогической легенде, эпонимом этого рода был Сергест, троянец, приплывший в Италию вместе с Энеем; его упоминает в «Энеиде» Вергилий как кормчего корабля «Кентавр». Немецкий антиковед Фридрих Мюнцер предположил, что на раннем этапе своей истории Сергии были сородичами ещё одной патрицианский семьи — Сервилиев: и у тех, и у других был в ходу когномен «Фиденат» (Fidenas). Представители этого рода часто упоминаются в фастах в период между децемвиратом и галльским нашествием (449—390 годы до н. э.). Позже они утратили большую часть влияния и никогда больше не поднимались в своей карьере до консулата.
Первый непосредственный предок Катилины, фигурирующий в сохранившихся источниках, — прадед, Марк Сергий Сил, живший на рубеже III и II веков до н. э. Он храбро сражался во время Второй Пунической войны, получил 23 раны, потерял руку, но не оставил армию; позже попал в плен, из которого бежал. В 197 году до н. э. Марк Сергий занимал должность претора. Предположительно его сыном был ещё один Марк Сергий Сил, легат Луция Эмилия Павла, в 168 году до н. э. сражавшийся с македонянами при Пидне. Третий носитель этого имени (предположительно внук Марка-старшего) поднялся в карьере до квестуры и ведал чеканкой монет между 99 и 94 годами до н. э. Об отце Катилины точно известно только одно — что он носил преномен Луций, и даже эта информация есть только благодаря упоминанию патронима Катилины в одном из декретов. Возможно, именно этот римлянин фигурирует в трактате Цицерона «Об ораторе» как свидетель Сил, поднятый на смех Луцием Лицинием Крассом во время одного из судебных процессов конца 110-х годов до н. э. Луций-старший приходился внуком Марку-претору и, вероятно, братом Марку-квестору; его женой и матерью Луция-младшего была некая Беллиена.
Луций-сын стал первым в своём роду обладателем когномена «Катилина» (Catilina). Это прозвище происходит от слова catulus — «молодое животное», «щенок», «котёнок».

### Ранние годы
Точная дата рождения Катилины неизвестна. Обычно её вычисляют, исходя из даты претуры Луция (68 год до н. э.) и требований Корнелиева закона, предусматривавшего возрастной ценз для всех магистратов. Для претора это были 40 лет, так что Катилина должен был родиться самое позднее в 108 году до н. э. Возможно, это произошло на несколько лет раньше.
Первое упоминание о Луции в сохранившихся источниках относится ко времени Союзнической войны (91—88 годы до н. э.) — конфликта между Римом и италиками, охватившего весь Апеннинский полуостров. 17 ноября 89 года до н. э. датирован декрет консула Гнея Помпея Страбона, руководившего боевыми действиями на севере Италии, о наделении римским гражданством 30 всадников из испанской турмы; в этом документе упомянут член совета при консуле Луций Сергий, сын Луция (L. Sergi(us) L. f.), из Троментинской трибы. Антиковеды полагают, что речь здесь идёт о Катилине. Аргументом в пользу этого мнения может считаться сообщение Саллюстия о том, что Луций «провёл свою молодость» в «междоусобных войнах» и «гражданских смутах». В армии Страбона Катилина занимал предположительно должность трибуна легиона или префекта вспомогательных отрядов, причём получить этот достаточно ответственный пост он мог ещё раньше, служа в Испании. В штабе Страбона служили сын консула Гней Помпей (впоследствии Великий) и юный выходец из Арпинума Марк Туллий Цицерон. Таким образом, Луций Сергий уже тогда мог познакомиться с этими людьми, вошедшими позже в число самых влиятельных политиков Рима.
В последующие годы Италия оставалась театром боевых действий: ещё до полного окончания Союзнической войны началась война гражданская между марианцами и консервативной «партией», которую возглавил Луций Корнелий Сулла. Последний в 88 году до н. э. занял Рим, но вскоре после этого отправился на Балканы воевать с Митридатом, и марианцы тут же взяли реванш. Фактическим правителем Республики стал их руководитель Луций Корнелий Цинна. В 84 году до н. э. он погиб во время солдатского мятежа, годом позже в Италии высадился Сулла, к концу 82 года победивший в кровопролитной гражданской войне. О роли в этих событиях Катилины до самого последнего этапа источники ничего не сообщают. Предположительно Луций Сергий оставался в окружении Гнея Помпея Страбона, который пытался играть самостоятельную роль, опираясь на преданную ему армию, контролируя Пицен и часть Цизальпийской Галлии. После смерти Страбона в 87 году до н. э. Катилина находился либо в Риме, под властью Цинны, либо в Пицене, под началом наследника Страбона. Он мог планировать вместе с Гнеем-младшим присоединиться к Цинне для войны с Суллой, но после гибели Цинны занял выжидательную позицию. Когда Сулла высадился в Италии, Катилина и Помпей примкнули к нему.

### Под началом Суллы
Античные авторы характеризуют Луция Сергия как послушное орудие в руках Суллы, выполнявшее ответственные поручения, не заботясь о своей репутации. В ноябре 82 года до н. э., после входа сулланцев в Рим, Катилина получил приказ убить жившего в столице Марка Мария Гратидиана — известного политика, дважды претора, одного из самых влиятельных марианцев (один из источников называет Марка братом жены Луция). Это убийство было совершено с демонстративной жестокостью. Марка Мария вытащили из козьего хлева, где он прятался, и провели через весь город; за Тибром, на гробнице Лутациев, ему выкололи глаза, отрезали уши и язык, отрубили или переломали руки и ноги, «чтобы у него, таким образом, отмирали члены по отдельности». По словам Сенеки, Катилина «постепенно раздирал [Марка Мария] на части, словно желая ещё и ещё убивать его, нанося каждую новую рану так, словно опять его убивает». Такая жестокость могла быть связана с желанием крупных землевладельцев отомстить Марку за его преторский эдикт, остановивший девальвацию монеты. По другой версии, Квинт Лутаций Катул Капитолин попросил Суллу отомстить за его отца, к гибели которого был причастен Гратидиан, потому Катилина и организовал настолько изощрённую казнь. Наконец, существует гипотеза, согласно которой вина за расправу лежит исключительно на Катуле-сыне, а Катилина, не участвовавший в этом, позже был очернён пропагандой.
Провозглашённый диктатором Сулла поставил Катилину во главе отряда, направленного на помощь Квинту Лукрецию Офелле (тот осаждал в Пренесте основные силы марианцев). В силу возраста Луций Сергий ещё не мог занимать необходимую для такой миссии должность легата. Учёные полагают, что диктатор предварительно назначил его квестором или ввёл в сенат, обезлюдевший из-за войны. Катилина привёз Офелле голову Марка Мария, которую продемонстрировали защитникам Пренесте; руководитель обороны Гай Марий-младший, узнав двоюродного брата, «впал в крайнее отчаяние» и вскоре покончил с собой. С падением Пренесте гражданская война закончилась.
Катилина принимал деятельное участие в проскрипциях — бессудных казнях людей, чьи имена попали в специальные списки. По словам Квинта Туллия Цицерона, «его первым шагом на государственном поприще было умерщвление римских всадников. Ведь во главе тех галлов, которых мы помним и кто тогда снёс головы Титиниям, Нанниям и Танусиям, Сулла поставил одного Катилину. Находясь среди них, он своими руками убил Квинта Цецилия, прекраснейшего человека, мужа его сестры, не принадлежавшего ни к одной партии, всегда спокойного от природы, а также от возраста». Плутарх пишет и об убийстве Катилиной родного брата: Луций сначала убил его, а потом попросил Суллу внести его имя в проскрипционный список, чтобы избежать наказания и получить наследство. Впрочем, этот эпизод некоторые учёные считают вымышленным.
Благодаря проскрипциям Катилина нажил большое состояние, но вскоре растратил его из-за безудержного стремления к роскоши. После смерти Суллы (78 год до н. э.) Луций Сергий сохранил связи с олигархическими кругами: в частности, его упоминают в числе людей, близких к Гаю Верресу, наместнику Сицилии. В 73 году до н. э. Катилину обвинили в любовной связи с весталкой Фабией (единоутробной сестрой жены Марка Туллия Цицерона), а ещё одного сулланца Марка Лициния Красса — в связи с весталкой Лицинией. Подробности неизвестны, но некоторые учёные полагают, что это была попытка группы радикальных демократов (в частности, Публия Клавдия Пульхра и Плотия) разделаться с соратниками Суллы. Обвиняемым грозила жестокая казнь за святотатство — в случае осуждения их насмерть засекли бы розгами; однако благодаря защите Квинта Лутация Катула судьи вынесли оправдательный приговор. Возможно, Катул, старший в коллегии понтификов, даже председательствовал на этом судебном процессе, поскольку великий понтифик Квинт Цецилий Метелл Пий в то время воевал в Испании с Серторием.

### Борьба за консулат
Неизвестно, избирался ли Катилина в эдилы (это была следующая после квестуры, но необязательная ступень в политической карьере). В 68 году до н. э. он получил должность претора. По истечении срока Луций Сергий отправился с полномочиями наместника-пропретора в провинцию Африка и там начал активно использовать свою власть для обогащения, так что провинциалы в 66 году до н. э. прислали в Рим делегацию с жалобами. В середине того же года Катилина тоже вернулся в Рим, намереваясь выдвинуть свою кандидатуру в консулы, но председательствующий консул Луций Волькаций Тулл не допустил его к участию в выборах. Согласно Саллюстию, формальной причиной стало отсутствие поданной вовремя заявки, согласно Асконию Педиану — наличие судебного иска. Исследователи уверены, что обе версии не соответствуют действительности: формальных оснований у Тулла не было, но они и не были нужны; консул принял чисто политическое решение. Причиной тому могло стать его желание довести дело с жалобами африканцев до суда либо стремление помочь одному из зарегистрированных кандидатов — Луцию Манлию Торквату.
С этого момента консулат был для Катилины самой заветной целью. Получив эту должность, он смог бы реализовать свои личные амбиции и избежать банкротства, в иной ситуации неминуемого из-за огромных долгов; поэтому Луций Сергий направил на достижение цели всю свою энергию. Некоторые источники сообщают, будто уже в начале 65 года до н. э. он планировал захватить власть силой, но большинство современных историков уверено, что эти сообщения недостоверны и что на том этапе Катилина пытался продолжить карьеру законными методами. В 65 году до н. э. он предстал в связи с жалобами африканцев перед судом специальной комиссии (quaestio de repetundis). Обвинителем стал Публий Клавдий Пульхр, одним из свидетелей обвинения Метелл Пий, защитником — Марк Туллий Цицерон. Мотивы последнего неясны: дело весталок 73 года до н. э. явным образом компрометировало его семью, и Цицерон мог винить в этом именно Катилину. Антиковед М. Гельцер предположил, что Марк Туллий заранее видел в Луции Сергии возможного коллегу по консулату, а потому считал необходимым установить с ним хорошие отношения. Впрочем, остаётся неясным, выступал ли Цицерон в суде в защиту Катилины или оставил это намерение; в любом случае присяжные вынесли оправдательный приговор. По данным Квинта Туллия Цицерона, они были подкуплены, с другой стороны, свою роль мог сыграть тот факт, что в поддержку подсудимого высказались многие консуляры (бывшие консулы, наиболее влиятельные члены сената). Однако процесс настолько затянулся, что и выборы на 64 год до н. э. Луцию Сергию пришлось пропустить.
Летом 64 года Катилина смог, наконец, выдвинуть свою кандидатуру. В общей сложности набралось семь соискателей консулата. Это были двое патрициев (Катилина и Публий Сульпиций Гальба) и пятеро плебеев: принадлежавшие к нобилитету Гай Антоний Гибрида и [[Луций Кассий Лонгин (претор)|Луций Кассий Лонгин||Lucius Cassius Longinus (praetor 66 BC)}}, всадники Гай Лициний Сацердот и Квинт Корнифиций, homo novus Марк Туллий Цицерон. Последний, хотя и был самым незнатным из кандидатов, имел наибольшие шансы на успех благодаря своей популярности, а за второе место пришлось бороться Катилине и Антонию. Учёные отмечают, что у этих двоих было много общего: и Луций, и Гай принадлежали в своё время к окружению Суллы, грабили свои провинции, были неразборчивы в средствах и обладали плохой репутацией. По-видимому, их поддерживала сулланская олигархия (в частности, Марк Лициний Красс, самый богатый человек Рима); не исключено, что в начале предвыборной кампании эти кандидаты выступали как союзники и даже заключили соглашение о сотрудничестве после получения должностей. Цицерон считал угрозу с их стороны очень серьёзной. Чтобы его подбодрить, брат Квинт написал специальную работу, «Краткое наставление по соисканию», в которой дал и Катилине, и Антонию уничтожающую характеристику. «Оба с детства убийцы, оба развратники, оба в нужде», — пишет он.
Благодаря деньгам Красса Катилина и Антоний могли активно скупать голоса. Злоупотребления во время кампании 64 года до н. э. достигли невиданных прежде размеров, а потому сенат принял постановление об ужесточении кары за подкуп избирателей. Народный трибун Квинт Муций Орестин тут же наложил на это решение вето. В ответ Цицерон произнёс импровизированную речь («In toga candida», её текст сохранился фрагментарно), в которой обрушился и на трибуна, и на Катилину с Антонием; он в красках описал сомнительное прошлое своих конкурентов и обвинил их в намерении поднять восстание рабов. Луций и Гай ответили ему столь же резко, но при этом малосодержательно. Они смогли упрекнуть Марка Туллия только в одном — что он безродный выскочка.
На выборах первое место досталось Цицерону, которого поддержали муниципальная аристократия, существенная часть сената и всадников. Катилина стал всего лишь третьим, немного уступив Антонию. Это не заставило его отказаться от своих планов: в следующем году Луций Сергий снова выдвинул кандидатуру в консулы. Его конкурентами на этот раз были патриций Сервий Сульпиций Руф, плебеи Децим Юний Силан и Луций Лициний Мурена. Двое последних и, по-видимому, Катилина начали скупать голоса избирателей. Тогда Сульпиций разработал законопроект о 10 годах изгнания за такого рода нарушения, а Цицерон добился его принятия (это был lex Tullia de ambitu). Луций Сергий был уверен, что этот закон направлен против него лично, и даже пригрозил Сульпицию расправой, но реальных последствий его угроза не имела. По-прежнему надеясь на победу, Катилина ходил по городу в сопровождении огромной свиты и демонстрировал окружающим бодрость и самоуверенность, но его положение явно ухудшалось. Антоний его бросил, получив от Цицерона провинцию Македония в качестве своеобразной взятки. Марк Лициний Красс и молодой политик Гай Юлий Цезарь, сначала поддерживавшие Катилину, по-видимому, тоже оставили его на произвол судьбы, так как решили, что зря теряют свои деньги. Теперь Луций открыто говорил избирателям, что находится в тяжёлом финансовом положении, и даже пытался представить его как преимущество: благодаря огромным долгам он, по его словам, лучше понимал положение бедняков. Чтобы расширить круг своих сторонников, Катилина пообещал, придя к власти, провести кассацию всех долгов. Благодаря этому он действительно стал популярен у римского плебса, но это не помогло победить: по итогам голосования консулами стали Силан и Мурена.
Теперь, когда неудачей закончилась четвёртая попытка получить консулат, Катилина потерял всякую надежду на продолжение карьеры законными способами. Формально он мог выдвинуть свою кандидатуру ещё через год, но это наверняка выглядело бы неприлично и даже смешно. Честолюбию Катилины был нанесён крайне болезненный удар, его авторитет и финансовое положение оказались под угрозой. У Луция осталась только одна возможность — захватить власть силой.

### Характеристика личности
Современные Катилине писатели создали яркий образ этого политика, останавливаясь в первую очередь на его моральном облике. Их целью было показать, насколько большая опасность нависла над Римской республикой из-за составленного Луцием заговора. Катилина в их изображении оказывается человеком безнадёжно испорченным, злодеем и вырожденцем, намеревающимся разрушить родной город, но в то же время смелым, сильным духовно и физически, умеющим находить сторонников и управлять ими. Классическим стал портрет, нарисованный Саллюстием (этому автору в 63 году до н. э. было 23 или 24 года):

Луций Катилина, человек знатного происхождения, отличался большой силой духа и тела, но злым и дурным нравом. С юных лет ему были по сердцу междоусобные войны, убийства, грабежи, гражданские смуты, и в них он и провёл свою молодость. Телом он был невероятно вынослив в отношении голода, холода, бодрствования. Духом был дерзок, коварен, переменчив, мастер притворяться и скрывать что угодно, жаден до чужого, расточитель своего, необуздан в страстях; красноречия было достаточно, разумности мало. Его неуёмный дух всегда стремился к чему-то чрезмерному, невероятному, исключительному…
— Гай Саллюстий Крисп. О заговоре Катилины, V, 1—5
По словам Саллюстия, Катилине не давал покоя пример Суллы, захватившего неограниченную власть в ходе гражданской войны. Луций Сергий хотел не просто стать консулом, а «заполучить царскую власть», и ради этого был готов на что угодно. Историк уверенно пишет, что Катилина сделал своей любовницей весталку, убил собственного сына, чтобы жениться на Аврелии Орестилле, что он «подстерегал и убивал» случайных людей, чтобы просто не сидеть в праздности. Луций собирал вокруг себя беспутную «золотую молодёжь», клятвопреступников, развратников, несостоятельных должников, и приучал их к новым преступлениям, чтобы в дальнейшем использовать этих людей в своих целях. «С каждым днем всё сильнее возбуждался его необузданный дух, подстрекаемый недостатком средств и сознанием совершённых преступлений; и то, и другое усиливалось из-за его наклонностей».
В изображении Саллюстия Катилина стал олицетворением всех пороков своей эпохи, символом вырождения римской элиты. «Его мерзкая душа, враждебная богам и людям, — пишет историк, — не могла успокоиться ни бодрствуя, ни отдыхая; до такой степени угрызения совести изнуряли его смятенный ум. Вот почему лицо его было без кровинки, блуждал его взор, то быстрой, то медленной была походка. Словом, в выражении его лица сквозило безумие». Саллюстий, по-видимому, не был знаком с Катилиной, а в 63 году до н. э. находился вдали от столицы; этот портрет, вероятно, был составлен со слов Цицерона, главного оппонента и даже личного врага Луция Сергия. В самый разгар противостояния Марк Туллий произнёс в сенате и на форуме серию речей, в которых раз за разом повторял тезис о том, что Катилина покушается на основы республиканского строя, а родной город открыто обрекает «на гибель и опустошение».

Можно ли представить или вообразить себе какое-либо зло или преступление, какого бы не придумал он? Найдется ли во всей Италии отравитель, гладиатор, убийца, братоубийца, подделыватель завещаний, злостный обманщик, кутила, мот, прелюбодей, беспутная женщина, развратитель юношества, испорченный или пропащий человек, которые бы не сознались, что их связывали с Катилиной тесные дружеские отношения? Какое убийство совершено за последние годы без его участия, какое нечестивое прелюбодеяние — не при его посредстве?
— Марк Туллий Цицерон. Против Катилины, II, 7
Цицерон обвинил Катилину в убийстве не только сына, но и первой жены. В его речах Луций — чудовище, открыто преступившее все законы и теперь смертельно опасное для своих сограждан, «нравственно ущербный безумец, одержимый стремлением к власти». Позже к этому портрету добавлялись отдельные штрихи (сообщения о гомосексуальной связи с Авлом Габинием, об убийстве зятя и т. п.), но суть оставалась неизменной. Многие современные исследователи полагают, что такая характеристика Луция — как минимум, преувеличение. Однако она стала хрестоматийной и до сих пор определяет восприятие событий, связанных с заговором Катилины.

### «Первый заговор Катилины»
Некоторые античные авторы относят к рубежу 66 и 65 годов до н. э. первую попытку Луция Сергия захватить власть. В тот момент Катилина, не допущенный к выборам, находился под угрозой судебного преследования, а избранные консулами Публий Автроний Пет и Публий Корнелий Сулла были лишены должностей из-за массового подкупа избирателей. Поэтому возникли планы государственного переворота, данные о которых достаточно противоречивы. Согласно Саллюстию, Катилина и Пет решили 1 января 65 года до н. э. на Капитолии убить консулов Луция Аврелия Котту и Луция Манлия Торквата сразу после того, как те вступят в должность. Заговорщики хотели захватить фасции и стать консулами, а своего союзника Гнея Кальпурния Пизона («знатного молодого человека необычайной наглости, обнищавшего, властолюбивого») направить в Испанию, чтобы он установил контроль над этим регионом. Согласно Цицерону, планировалась ещё и резня сенаторов-оптиматов. По другим данным, консулами должны были стать Пет и Сулла. Светоний, рассказывая о заговоре, вообще не упоминает Катилину: по его словам, планировалось установить на время диктатуру с Марком Лицинием Крассом в роли диктатора и Гаем Юлием Цезарем в роли начальника конницы, после чего Сулла и Пет получили бы консулат.
В любом случае заговорщики так и не начали действовать. Их замысел был раскрыт, к Торквату и Котте приставили охрану, поэтому переворот перенесли на начало февраля. В намеченный день Катилина даже подал знак к началу резни, но сделал это слишком рано — когда его вооружённые сторонники только начали собираться. Поэтому о заговоре предпочли забыть. Сенат решил было принять постановление против замешанных в этом лиц, но один из народных трибунов, чьё имя неизвестно, наложил вето, и в результате заговорщики остались безнаказанными. Пизона даже отправили в Испанию с полномочиями наместника.
Отсутствие последствий заставляет многих историков полагать, что никакого «первого заговора Катилины» не было, либо что эта история раздута в тенденциозных источниках. Другие факторы, привлекающие внимание исследователей, — слишком слабая мотивация для Луция Сергия, неправдоподобность затеи захватить власть с опорой на малочисленную группу вооружённых сторонников, слишком большое значение, которое заговорщики придавали убийству консулов, молчание по этому вопросу Цицерона, очень заинтересованного в компрометации Катилины. Существует мнение, что историю замяли благодаря вмешательству высокопоставленных лиц (в частности, Красса). Однако к началу XXI века большинство историков уверено, что «первый заговор Катилины» — это «пропагандистский и историографический миф», сконструированный уже после гибели Луция Сергия. Его создали Цицерон и Луций Манлий Торкват-младший, а позже дополнили противники Первого триумвирата.

### Заговор 63 года до н. э.

#### Формирование
В сохранившихся источниках недостаточно данных, чтобы надёжно датировать начало подготовки Катилины к захвату власти. Саллюстий пишет, что эта подготовка началась ещё в июне 64 года до н. э., когда Луций «стал призывать сообщников одного за другим, — одних уговаривать, испытывать других, указывать им на свою мощь, на беспомощность государственной власти, на большие выгоды от участия в заговоре». Исследователи уверены, что эти данные не соответствуют действительности. Заговор явно сформировался только в 63 году до н. э. в связи с очередными консульскими выборами, но неизвестно, когда они состоялись. Это могли быть лето, октябрь или даже начало ноября.
К тому времени в Италии сложилась достаточно сложная обстановка. После того, как Гней Помпей Великий победил пиратов, восстановил контроль над Азией и аннексировал Сирию в ходе Третьей Митридатовой войны, римские финансисты снова получили возможность делать выгодные вложения в восточных провинциях. Поэтому ростовщики начали в массовом порядке требовать выплаты долгов с накопившимися процентами, а ставки по кредитам резко выросли. Долговая проблема могла стать одним из ключевых факторов, обеспечивших Катилине массовую поддержку: в том числе из-за неё сторонниками Луция оказались многие жители Этрурии, Пицена, отдельных общин Южной Италии, уже потерявшие свои участки земли или оказавшиеся перед угрозой такой потери. Мятеж были готовы поддержать и многие ветераны-сулланцы, получившие от своего командира наделы в разных регионах Италии. По мнению некоторых историков, эти новоявленные землевладельцы оказались не готовы заниматься сельским хозяйством и теперь хотели новой гражданской войны, чтобы улучшить своё положение.
Катилина рассчитывал и на поддержку столичного плебса, недовольного высокими ценами на жильё, плохими условиями жизни, фактическим отказом правительства от решения аграрного вопроса (власти не раздавали бедноте землю из общественного фонда в Италии и не создавали новые колонии в провинциях). Впрочем, эти ожидания были обмануты. Некоторые участники заговора предлагали привлекать на свою сторону рабов, но на этот счёт были разные мнения; в любом случае впоследствии многие беглые рабы присоединились к выступлению по собственной инициативе. Существовали надежды на поддержку населения провинций — в частности, Африки, где находился тогда союзник Катилины Публий Ситтий. К мятежу были готовы примкнуть и многие дети проскрибированных, стремившиеся восстановить свои права.
Ядром заговора стала группа аристократов, потерявшая надежду на продолжение карьеры законным путём. Это было связано с общим повышением политической конкуренции в 60-е годы до н. э., с масштабной чисткой сената, которую провели в 70 году до н. э. цензоры Гней Корнелий Лентул Клодиан и Луций Геллий Публикола (тогда из курии были изгнаны 64 человека, то есть каждый восьмой), с долговым кризисом. Многие представители всаднического сословия, традиционно дистанцировавшегося от политики, тоже хотели сделать карьеру и видели выход только в государственном перевороте. В числе сторонников Катилины источники называют патрициев Публия Корнелия Лентула Суру (консула 71 года до н. э., исключённого из сената) и Гая Корнелия Цетега (по некоторым данным, претора), нобилей-плебеев Публия Автрония Пета, Публия и Сервия Корнелиев Сулл, Гая и Марка Клавдиев Марцеллов, Луция Кассия Лонгина, Луция Кальпурния Бестию, Марка Порция Леку, Квинта Анния Хилона, Квинта Курия, всадников Луция Статилия, Марка Цепария, Публия Габиния Капитона, Марка Фульвия Нобилиора. Луций Сергий мог рассчитывать также на поддержку Публия Корнелия Суллы и Гая Антония Гибриды. Участники заговора заключили тайное соглашение, скреплённое клятвой. Саллюстий пишет о слухах, согласно которым Катилина принял от своих товарищей присягу на верность и «обнёс их чашами с человеческой кровью, смешанной с вином». По словам Плутарха, заговорщики принесли в жертву человека и «вкусили его мяса», а Дион Кассий уточняет, что это был ребёнок; впрочем, этим сообщениям исследователи не доверяют.
Открытое выступление было запланировано на конец октября 63 года до н. э. Заговорщики решили поднять вооружённое восстание в столице и в ряде других городов Италии, а в Этрурии отставной офицер Гай Манлий должен был возглавить мятеж сулланских ветеранов. После победы планировалось провести проскрипционные убийства и распределить между руководителями заговора высшие должности: в частности, Луций должен был, наконец, получить консулат. Надёжной информации о каких-либо планах глубоких преобразований нет. Заговорщики использовали лозунг всеобщей кассации (отмены) долгов, но остаётся неясным, планировалась ли реализация этой меры на деле. Дион Кассий упоминает аграрный законопроект Катилины, но мнения исследователей о достоверности этого сообщения расходятся.

#### События в Риме
Летом 63 года до н. э., перед консульскими выборами, по Риму начали расходиться слухи о готовящемся перевороте. По словам Плутарха, «говорили, что Катилина призвал на выборы из Этрурии ветеранов Суллы, что последние готовы на всё и что Цицерон будет убит». Возможно, Луций и правда привёз в столицу много бывших сулланцев — либо для организации беспорядков, либо только для того, чтобы эти люди за него проголосовали. Поведение самого кандидата давало основания для подозрений; так, отвечая в сенате на обвинения Марка Порция Катона в нарушениях избирательного законодательства, Катилина заявил, что, «если попытаются разжечь пожар, который будет угрожать его благополучию, то он потушит его не водой, а развалинами».
Примерно в июле Луций собрал сторонников у себя дома и произнёс речь с довольно туманным содержанием. Речь шла о том, что «никто не может быть преданным защитником обездоленных людей, кроме того, кто обездолен сам; что посулам благоденствующих и богатых людей пострадавшие и обездоленные верить не должны; поэтому пусть те, которые хотят возместить себе растраченное и вернуть себе отнятое у них, взглянут, как велики его долги, каково его имущество, какова его отвага; бесстрашным и неимущим должен быть тот, кто станет вождем и знаменосцем неимущих». Цицерон, узнавший об этом выступлении от своих осведомителей, рассказал о нём на заседании сената как о призыве к мятежу и потребовал от присутствовавшего Катилины объяснений. Тот ответил, что «у государства есть два тела: одно — слабосильное, с некрепкой головой, другое — крепкое, но без головы; это последнее, если пойдёт ему навстречу, не будет нуждаться в голове, пока он жив». Под первым телом имелась в виду господствовавшая в сенате группировка во главе с Цицероном, а под вторым — народ, который Катилина был готов возглавить. Это заявление, явно провокационное, возмутило собравшихся, но больше никаких последствий не имело.
По мнению некоторых учёных, Катилина начал подготовку к мятежу ещё до выборов: он отправлял деньги в Фезулы Гаю Манлию, чтобы тот начал набирать войско, и собирался в день голосования убить Цицерона, а потом силой добиться своего избрания. Однако большинство исследователей полагает, что Луций бросил все силы на легальную предвыборную кампанию. После избрания консулов, окончательно решившись на мятеж, Катилина разослал своих доверенных лиц по Италии и ждал сбора войск, чтобы в конце октября нанести решающий удар.
Цицерон знал о планах Луция благодаря осведомителям и не позже 22 сентября рассказал обо всём сенату, но ему не поверили за отсутствием доказательств. Только в середине октября Катилина выдал себя. Он отправил Марку Лицинию Крассу, Марку Клавдию Марцеллу и Квинту Цецилию Метеллу Пию Сципиону анонимные письма, в которых предупреждал о готовящейся резне и советовал уехать из города. Адресаты сразу пришли к Цицерону, а тот убедил их зачитать эти письма в сенате (согласно одной из гипотез, Марк Туллий сам написал письма, чтобы сфабриковать доказательства и проверить Красса). На этот раз сенаторы поверили в угрозу мятежа. Особым постановлением они предоставили консулам экстраординарные полномочия и фактически ввели в Риме чрезвычайное положение. Началось расследование, войска двух проконсулов двинулись в Апулию и Этрурию, где положение было особенно серьёзным. Катилине пришлось отложить выступление в столице на неопределённый срок.
Эти события относятся примерно к 20 октября. В последних числах того же месяца стало известно, что Гай Манлий собрал в Этрурии большое войско и занял Фезулы; однако о связи этого мятежа со столичным заговором ничего не знали, а потому Луция никто не тронул. Только 1 или 2 ноября молодой нобиль Луций Эмилий Лепид Павел выдвинул против него судебное обвинение на основании Плавтиева закона. Речь шла о покушении на жизнь или свободу магистрата и подстрекательстве к восстанию, причём обвиняемый должен был до суда пребывать в заключении. Представитель сенатского сословия мог в такой ситуации находиться не в общественной тюрьме, а у кого-либо из уважаемых граждан, который бы взял его на поруки. Катилина изъявил желание пожить у обвинителя; встретив отказ, он обратился с тем же предложением к Цицерону, а потом — к Квинту Цецилию Метеллу Целеру. Наконец, его согласился принять у себя либо Марк Цецилий Метелл, либо сообщник Марк Порций Лека.
По-видимому, свободу Луция совсем не ограничили. По словам Цицерона, в последующие дни Катилина организовал попытку занять Пренесте, закончившуюся неудачей (исследователи по-разному оценивают достоверность этого сообщения). Ночью на 6 или 7 ноября он встретился со своими сообщниками в доме Леки и разработал новый план мятежа. Теперь планировалось поджечь город, провести массовую резню и ввести в столицу войско, состоящее из разорившихся земледельцев, гладиаторов и рабов; Катилина разделил Рим на сектора, а Италию на регионы, закреплённые за конкретными заговорщиками. Сам он хотел уехать в Этрурию, но только после убийства Цицерона, который представлял собой слишком большую угрозу. Всадники Гай Корнелий и Луций Варгунтей вызвались на следующее утро прийти к Марку Туллию домой якобы для традиционного приветствия и убить его. Однако Цицерон уже знал об их замысле, так что гостей не пустили в дом.
7 или 8 ноября по инициативе Цицерона состоялось заседание сената. Для него было выбрано необычное место — храм Юпитера Статора, который было легко оборонять в случае уличных столкновений. Храм заблаговременно окружили вооружённые граждане, настроенные враждебно по отношению к заговорщикам. Несмотря на явно угрожающую обстановку, Катилина пришёл на заседание: он понимал, что надёжных доказательств его участия в заговоре нет, хотел показать, что ни в чём не виноват и ничего не боится. Целью Цицерона было принудить Катилину к отъезду, причём не в изгнание, а к Манлию, чтобы ни у кого не осталось сомнений в его преступных намерениях. Поэтому в самом начале заседания Марк Туллий обратился к Луцию с речью.

Доколе же ты, Катилина, будешь злоупотреблять нашим терпением? Как долго ещё ты, в своем бешенстве, будешь издеваться над нами? До каких пределов ты будешь кичиться своей дерзостью, не знающей узды? Неужели тебя не встревожили ни ночные караулы на Палатине, ни стража, обходящая город, ни страх, охвативший народ, ни присутствие всех честных людей, ни выбор этого столь надежно защищённого места для заседания сената, ни лица и взоры всех присутствующих? Неужели ты не понимаешь, что твои намерения открыты? Не видишь, что твой заговор уже известен всем присутствующим и раскрыт? Кто из нас, по твоему мнению, не знает, что́ делал ты последней, что́ предыдущей ночью, где ты был, кого сзывал, какое решение принял? О, времена! О, нравы! Сенат всё это понимает, консул видит, а этот человек всё ещё жив.
— Марк Туллий Цицерон. Против Катилины, I, 1—2
Цицерон явно блефовал: многие сенаторы не были уверены в том, что Луций — заговорщик, а некоторые даже были на его стороне. Однако Катилина растерялся (по словам оратора, «онемел», хотя и был «человеком небывалой наглости») и не сразу понял, как ему следует реагировать на обвинения. Наконец, он заявил, что готов уйти в изгнание, если так решит сенат. Цицерон это парировал риторическим вопросом: «Разве ты не замечаешь молчания присутствующих? Они терпят, молчат. К чему ждать тебе их приговора, если их воля ясно выражена их молчанием?». Увидев, что его действительно никто не поддерживает открыто, Луций ушёл с заседания и, по-видимому, в тот же день покинул Рим, причём объявил, что едет в Массилию. Уход в изгнание римляне считали признанием вины, к тому же вскоре стало известно, что Катилина присоединился к Гаю Манлию в Фезулах и присвоил знаки консульского достоинства. Поэтому Луций был объявлен «врагом государства» (примерно 15 ноября). Его сообщники во главе с Лентулом Сурой, оставшиеся в Риме, выдали себя письмом к аллоброгам, и Цицерон добился их бессудной казни (5 декабря 63 года до н. э.). Таким образом, дело заговорщиков в столице было безнадёжно проиграно.

#### Мятеж и гибель Катилины
Когда Луций Сергий прибыл в Фезулы, под его началом оказалось всего две тысячи человек. Однако к нему стекались добровольцы со всей Италии, так что мятежная армия выросла до семи или даже до двадцати тысяч воинов, составивших два легиона. В числе прочих к Луцию приходили и беглые рабы, причём целыми толпами, но он отказывался их принимать, по словам Саллюстия, «полагаясь на силы заговорщиков и одновременно считая для себя невыгодным впечатление, будто он связал дело граждан с делом беглых рабов». Мятежники были плохо вооружены: только каждый четвёртый имел полный комплект снаряжения легионера, и у многих были всего лишь заострённые колья. Восстания начались и в других регионах — в Пицене, Апулии, Бруттии, Цизальпийской Галлии. Однако все эти разрозненные выступления были легко подавлены правительственными войсками.
Некоторое время Катилина маневрировал перед лицом приближающейся армии Гая Антония Гибриды; было неясно, намерен ли он идти на Рим или пробиваться в Галлию. Когда пришло известие о казни заговорщиков в столице, мятежники начали разбегаться. Оставшихся под его началом Луций повёл на север, рассчитывая уйти в Трансальпийскую Галлию, но путь ему преградил проконсул Квинт Цецилий Метелл Целер. Мятежники оказались заперты в узкой долине под Писторией между двумя правительственными армиями (январь 62 года до н. э.). Тогда Катилина решил атаковать Антония, чтобы прорваться на юг; возможно, он рассчитывал, что бывший союзник всё-таки перейдёт на его сторону. Гай действительно вёл себя крайне двусмысленно в предшествующие этой битве месяцы — он не поддерживал ни Катилину, ни его врагов, и не делал ничего, чтобы опровергнуть слухи о своей причастности к заговору. Накануне сражения он передал командование легату Марку Петрею, чтобы отстраниться от происходящего.
Полем боя стала узкая долина. Луций Сергий поставил в первых рядах самых опытных и лучше вооружённых воинов и лично повёл их в атаку. Схватка была крайне ожесточённой: мятежники были в меньшинстве, но не хотели уступать и сдаваться. Правительственные войска прорвали их центр, а потом перебили практически всех, но и сами понесли тяжёлые потери. По словам Саллюстия, «самого Катилину нашли далеко от его солдат, среди вражеских тел. Он ещё дышал, и его лицо сохраняло печать той же неукротимости духа, какой он отличался при жизни». Когда Луций умер от ран, его голову отправили в столицу.
Известно, что позже в Риме появился кенотаф Катилины (надгробие над пустой могилой), к которому родственники и сторонники умершего возлагали цветы.

### Семья
Луций Сергий был женат дважды. Его первой женой, согласно Бернским схолиям к Лукану, стала Гратидия — сестра Марка Мария Гратидиана, то есть дочь Марка Гратидия и Марии, племянница Гая Мария, двоюродная тётка Марка Туллия Цицерона. Исследователи по-разному оценивают правдоподобность этого сообщения. В первом браке родился сын, умерший совсем юным. После смерти супруги Катилина женился на знатной и богатой матроне Аврелии Орестилле, предположительно, дочери консула 71 года до н. э. Гнея Ауфидия Ореста. Есть разные датировки этого брака — 67/66, 65, 64 или даже 63 годы до н. э. Плутарх упоминает дочь Луция, якобы «лишённую девства» собственным отцом; в историографии существует мнение, что речь идёт о падчерице, дочери Орестиллы от предыдущего брака, которая упоминается у Саллюстия и у Марка Целия Руфа.

## Память о Катилине
Луций Сергий Катилина стал одним из наиболее известных исторических деятелей эпохи античности благодаря двум литературным произведениям, созданным Цицероном и Саллюстием. Оба этих автора описали Луция как законченного злодея, преступника и врага своей родины. Эта характеристика сохраняет своё влияние до XXI века, хотя встречаются и иные оценки.

### Античность
Самый первый литературный источник, рассказывающий о Катилине, — «Краткое наставление по соисканию», написанное Квинтом Туллием Цицероном в 64 году до н. э. Автор создал выборку биографических данных о Катилине, конкуренте его брата Марка на консульских выборах, чтобы показать слабость этого кандидата. Квинт пишет, что Луций родился в неблагополучной семье (упоминаются «нищета отца», «разврат сестры»), перечисляет его злодейства: убийства римских всадников во главе галльского отряда, бесчеловечную расправу над Марком Марием Гратидианом и собственным зятем. Дальше речь идёт о «жизни среди актёров и гладиаторов», о святотатстве, ограблении провинции, разврате (в том числе с мальчиками из сенаторского сословия) и о всеобщей ненависти, которую Катилина к себе вызвал своей нечестивой жизнью. Ниже автор советует брату заботиться о том, чтобы о его соперниках «распространялись соответствующие их нравам позорные слухи, если только это возможно, — либо о преступлении, либо о разврате, либо о мотовстве».
Известно, что Марк Цицерон последовал этому совету. В предвыборной речи, произнесённой перед сенаторами (от неё сохранились только фрагменты), он говорит и о разврате, и о коррупции, и о жестокости конкурента; при этом, чтобы шокировать слушателей, оратор заявляет, что Катилина, убив Гратидиана, лично отнёс Сулле его голову — «ещё живую и дышащую». Цицерон сохранил свою враждебность по отношению к Луцию и в год консулата. В ноябре 63 года до н. э., когда противостояние двух политиков стало максимально драматичным, он произнёс одну за другой четыре речи против Катилины, в которых сложился целостный и ставший классическим образ. В первой речи Марк обвиняет врага в намерении «резнёй и поджогами весь мир превратить в пустыню», уничтожить родной город и всю Италию, приписывает ему небывалое распутство; во второй речи он подробно останавливается на порочащем окружении Катилины, говоря о гладиаторах, актёрах, кутилах и всевозможных преступниках, а в третьей добавляет к психологическому портрету ещё одну важную черту — коварство. В то же время Цицерон отмечает, что Луций Сергий — человек решительный, умеющий переносить лишения, привлекать к себе людей. Позже, защищая Марка Целия Руфа (56 год до н. э.), оратор вспоминал о Катилине в совсем других выражениях: по его словам, Луций «обладал очень многими если и не ярко выраженными, то заметными задатками величайших доблестей», имел «сильные стремления к военным подвигам», «был по душе прославленным мужам», но в то же время отличался чудовищными пороками и страстями. «Я думаю, — заключил тогда Цицерон, — на земле никогда не было такого чудовища, сочетавшего в себе столь противоположные и разнородные и борющиеся друг с другом прирождённые стремления и страсти».
В 40-е годы до н. э. историк Гай Саллюстий Крисп написал своё первое крупное сочинение, «О заговоре Катилины». В характеристике главного героя он находится под явным влиянием Цицерона; это заметно в его рассказе об «убийствах и грабежах», о преступном окружении, выносливости и коварстве Луция. В то же время Саллюстий помещает Катилину в контекст своей теории об упадке нравов. Для него глава заговора — порождение двух главных пороков римского общества, «роскоши и алчности», олицетворение глубокого нравственного упадка Поздней Республики. Катилина здесь даже выглядит как преступник. Историк уверенно пишет о сыноубийстве и кощунственной связи с весталкой (Цицерон на это только намекал), упоминает «гнусные прелюбодеяния», но при этом молчит об убийствах Гратидиана и зятя, опровергает данные о совращении юношей, высказывает сомнение в том, что заговорщики, скрепляя данную Катилине клятву верности, пили человеческую кровь, смешанную с вином (об этом, по словам Саллюстия, сообщал «кое-кто»).
В первые десятилетия после гибели Луция многие римляне хранили добрую память о нём. Известно, что его кенотаф украсили цветами по случаю изгнания Гая Антония Гибриды (59 год до н. э.), что объектом народной ненависти из-за расправы над заговорщиками стал Цицерон. Однако позже всё изменилось: речи Марка Туллия и произведения Саллюстия стали общепризнанной классикой и важной частью школьной программы, а характеристику, данную в них Катилине, начали безоговорочно принимать на веру. Некоторые авторы внесли дополнительный вклад в формирование этого образа, усиливая отдельные черты. У Аппиана Луций превратился из простого орудия Суллы в его друга, у Плутарха он убивает не зятя, а брата, лишает девственности собственную дочь и ест человечину, у Луция Аннея Флора пьёт с сообщниками неразбавленную человеческую кровь.

### Средние века
При переходе от античности к Средневековью Саллюстия и Цицерона продолжали читать, а потому Катилина остался в числе исторических деятелей, известных образованной публике. Его упоминают в своих трудах отцы церкви: Августин в «Исповеди» сравнивает с его преступлениями свои юношеские прегрешения, Иероним Стридонский уподобляет ему своих оппонентов (в частности, ересиарха Пелагия); Сульпиций Север называет «христианским Катилиной» Присциллиана, сожжённого за ересь на костре. Таким образом, Луций Сергий оказался олицетворением греха и нечестивости и в христианской культуре.
Начиная с XIII века Саллюстия переводили на народные языки Европы. Текст его «Заговора» лёг в основу исландской «Саги о римлянах», благодаря чему о Катилине узнали и жители Северной Европы. В Италии имя Луция было хорошо известно в течение всего Средневековья, причём, по-видимому, благодаря не только латинской литературе, но и местным легендам Тосканы (региона, сформировавшегося на месте Этрурии). Катилина упоминается во многих средневековых городских хрониках этого региона, его имя получила старейшая из сохранившихся крепостных башен Пистои, а улица, идущая от этой башни, с давних времён называется Могила Катилины (Tomba di Catilina). Флорентийский историк XIV века Джованни Виллани в своей «Новой хронике» утверждает, что сама Пистоя была основана сторонниками Катилины, уцелевшими после разгрома. Этот же автор приводит и другие детали, говорящие о существовании независимой от Саллюстия традиции: например, Луций в его хронике оказывается потомком Тарквиниев, он приказывает подковывать лошадей задом наперёд, чтобы запутать врага, в сражении с ним правительственная армия гибнет практически полностью (остаются только два десятка всадников, но и те решают не возвращаться в Рим). Катилину Виллани характеризует как «человека беспутной жизни, но смелого и отважного бойца, прекрасного оратора, хотя и не очень благоразумного».
Члены флорентийского аристократического рода Уберти считали Катилину своим предком. При этом деятельность Луция не считалась примером в политике: даже радикальные реформаторы избегали ассоциаций с ним и предпочитали взятый у того же Саллюстия образ Гая Меммия, клеймившего аристократию, но требовавшего уважать законы и избегать насилия.

### Новое и Новейшее время
В XVI—XVII веках деятельность Катилины упоминается в целом ряде историко-публицистических произведений, авторы которых подчёркивают преступность политических заговоров, направленных против установленного Богом порядка. На этом фоне выделяется Никколо Макиавелли, поставивший Луция в один ряд с Гаем Юлием Цезарем: первый, по словам Макиавелли, был злодеем только по своим замыслам, а второй — ещё и по поступкам, но при этом Цезаря принято воспринимать как положительного персонажа. Шотландский писатель Томас Гордон создал первое после античной эпохи прозаическое произведение, посвящённое Катилине: здесь главный герой — эпикуреец с благородными устремлениями.
Луций действует в ряде английских пьес эпохи Елизаветы I и ранних Стюартов, где показан в традиционном духе — как злодей и преступник. Текст большинства этих произведений полностью утрачен. Единственное исключение — трагедия Бена Джонсона «Заговор Катилины» (1611), центральный персонаж которой явно демонизирован и выглядит как наследник Суллы (призрак диктатора появляется в прологе). Схожим образом изобразил Катилину Джон Мильтон в «Потерянном рае». В целом для культуры XVII—XVIII веков характерно использование имени Луция в политической полемике: драматурги, поэты, авторы памфлетов задействовали этот сюжет для высказываний на актуальные темы. Это происходило в Республике Соединённых провинций (споры между оранжистами и сторонниками Яна де Витта), в Республике Лукка в связи с выборами сенаторов, в Англии после «Славной революции» 1688 года, во Франции XVIII века в связи с антииезуитской пропагандой. В произведениях на эту тему стремление к общественному благу противопоставлялось эгоистичным страстям, антагонистом Катилины часто оказывался Марк Порций Катон.
«Природа наделила его высоким ростом, могучей грудью, широкими плечами, крепкими мышцами рук и ног. У него была большая голова с целой копной черных вьющихся волос, широкое в висках, смуглое и мужественное лицо с энергичными чертами; пересекая большой лоб, спускалась к самой переносице толстая набухшая вена; темно-серые глаза хранили выражение жестокости, а нервное подергивание, пробегавшее по этому властному, решительному лицу, раскрывало внимательному наблюдателю малейшие движения души Катилины».
Одно из немногих произведений большого искусства той эпохи, где связанная с Луцием тема раскрывается без привлечения актуальной политической повестки, — картина Сальватора Розы «Заговор Катилины» (1663); на ней изображён момент, когда заговорщики пьют кровь из чаш, чтобы скрепить принесённую клятву.
В пьесе Проспера де Кребийона «Катилина» (1748) центральной оказывается любовная линия: главный герой любит дочь Цицерона Туллию. Вольтер счёл необходимым написать в ответ трагедию «Катилина, или Спасённый Рим» (1750), где действие сосредоточено на политическом противостоянии, а на передний план выходит фигура Цицерона, которого автор явно считает своим alter ego. Эта пьеса стала основой либретто для оперы Антонио Сальери «Катилина» (1792).
В эпоху революционных потрясений конца XVIII века интерес к Луцию усилился. Разные люди видели в нём, в зависимости от своих политических взглядов, символ благотворных политических перемен либо образец безнравственного политика, готового погубить собственную страну; например, в эпоху якобинского террора во Франции был очень популярен памфлет, посвящённый сопоставлению с Катилиной Максимилиана Робеспьера. В XIX веке Луций стал романтическим героем, ведущим неравную борьбу за свободу со всесильной судьбой. Сочувствующие ему писатели использовали лакуны и противоречия в произведениях Саллюстия и Цицерона, чтобы дать свои обоснования заговора, а также снабжали действие вымышленной любовной линией. Популярность снискала драма «Катилина» (1848), официальным автором которой был Александр Дюма-отец, а фактическим, по-видимому, Огюст Маке. Генрик Ибсен посвятил тому же сюжету свою юношескую драму (1850); здесь Луций — положительный герой, мечтающий помочь римской бедноте и присоединяющийся к заговору только потому, что у него не остаётся выбора. Роман Феликса Дериге «Тайны Рима, или Заговор Катилины» (1847) стал первым в целой череде книг, принадлежавших перу французских, немецких и итальянских авторов: Генри Уильяма Герберта, Эдмунда Фридеманна, Александра Олинды и других. Катилина действует и в романе Рафаэлло Джованьоли «Спартак» (1874), снискавшем широкую известность. В этой книге он открыто сочувствует гладиаторам, планирующим восстание, и хочет использовать их для борьбы с нобилитетом.
Тема заботы Луция об обездоленных получила своё развитие в XX веке. Александр Блок в очерке «Катилина. Страница из истории мировой революции» (1918) описал этого политика как «обречённого революционера», «римского большевика», стремившегося смести старый мир и ставшего предтечей Иисуса Христа; здесь смешались воедино христианская мифология, ницшеанство с его идеей сверхчеловека и коммунистическая идеология. В последующие десятилетия образ Катилины был востребован у «левых» интеллектуалов: в нём видели олицетворение неудавшейся революции либо символ махровой реакции, которая прячется за ширмой революционной риторики. В контексте марксистских представлений о классовой борьбе разрабатывали эту тему Джек Линдсей («Рим на продажу», 1934) и Бертольд Брехт («Дела господина Юлия Цезаря», 1938/39), учитывавшие, правда, свободу выбора и личную мотивацию героя.
В конце XX — начале XXI веков тема заговора Катилины используется писателями для иллюстрирования актуальных проблем — об опасности насилия в политике, о важности идеологических различий, о развращающем действии власти на её обладателя. Луций нередко становится героем беллетристических произведений, в основе которых, как правило, лежит детективная фабула.
Среди картин двух последних веков, посвящённых Луцию, выделяются полотна Никола Андре Монсио («Фульвия рассказывает Цицерону о заговоре Катилины», 1822) и Чезаре Маккари («Цицерон разоблачает Катилину», 1880). В кино Катилина появился только один раз — как заглавный герой итальянского фильма 1910 года (режиссёр Марио Казерини).

### Историография
Долгое время антиковеды относились с безусловным доверием к той характеристике, которую дали Катилине античные авторы (в первую очередь Цицерон и Саллюстий). Одни констатировали, что Луций был крайне сложной личностью, другие оценивали его исключительно негативно. Так, Бартольд Нибур употребил по отношению к Катилине эпитет «дьявольский», а Теодор Моммзен написал, что Луций «был нечестивее всех в это нечестивое время», добавив: «Его мошеннические проделки представляют материал для криминалиста, а не для историка». Первым продемонстрировал критический подход Уильям Рэмсей, написавший в конце 1830-х или в начале 1840-х годов статью о Луции для «Словаря греческой и римской биографии и мифологии»: он констатировал, что тексты Цицерона — крайне предвзятый источник, что в истории с весталкой нет ничего, кроме подозрений, и что сообщение Плутарха о братоубийстве — результат путаницы. Ещё дальше пошёл Наполеон III, заявивший в «Истории Юлия Цезаря», что порочность Катилины не была чем-то исключительным для Римской республики времён упадка. Наполеон подверг сомнению данные источников о планах заговорщиков поджечь Рим и устроить резню, но в целом дал Катилине негативную оценку из-за его намерений свергнуть законную власть.
Э. Бисли, написавший новую биографию Катилины в 1865 году, подверг сомнению данные об убийстве Марка Мария Гратидиана и Цецилия: он отметил, что эта информация исходит только от братьев Цицеронов, конкурентов Луция, и была впервые озвучена через 18 лет после проскрипций, когда трудно было найти живых свидетелей. Учёный впервые дал объяснения вражде между Цицероном и Катилиной — психологическое (первый — интеллектуал и оратор, второй — человек действия) и историческое (Катилина у Бисли — глава «революционной партии», то есть популяр и предшественник Цезаря). Таким образом, заговор оказался вписан в общую картину внутриполитической борьбы в Риме в эпоху гражданских войн.
В дальнейшем отношение исследователей к Катилине становилось всё более сложным. Так, Гульельмо Ферреро, считавший Луция злодеем и вырожденцем в соответствии с античными текстами, тем не менее признал, что его действия по захвату власти были в значительной степени вынужденными. Е. Н. Орлов (Ротштейн) в 1898 году впервые усомнился в существовании заговора Катилины как такового: по его мнению, Цицерон и Саллюстий, представители «аристократической партии», оклеветали Луция, возглавлявшего «демократическую партию» и стремившегося к власти для проведения реформ в пользу бедноты; Цицерон был ещё и представителем «коммерческой буржуазии». Столкнувшись с сопротивлением, Луций собрал армию, чтобы начать открытую борьбу за преобразования. Он был разбит, но вскоре его дело продолжил Цезарь.
Пётр Преображенский (1934) отметил тот факт, что Катилина добивался консулата и собирал войско вдали от столицы, а Цицерон окружил себя вооружённой охраной и создал сеть информаторов. Отсюда возникло предположение, что действия Марка Туллия больше похожи на заговорщические и что негативная характеристика Луция в источниках — всего лишь политическая пропаганда. Ирина Стрельникова (1958) показала, как Цицерон в своих речах конструировал образ Катилины и его союзников, чтобы воздействовать на публику; при этом, правда, исследовательница не рассматривала проблему соответствия этого образа реальности. Сергей Ковалёв в своей «Истории Рима» высказал уверенность в том, что Луций был оболган в источниках и в реальности отличался от современников «только умом, энергией и широтой кругозора». Заговор, по мнению этого историка, был обречён, так как участвовавшие в нём «здоровые социальные силы» (мелкие землевладельцы и городская беднота) были неорганизованны, а аристократическая верхушка оказалась неспособной к эффективному руководству.
Версию о заговоре Катилины как «мыслительной конструкции» Цицерона поддержали в большей или меньшей степени западные исследователи К. Уотерс и Э. Грюн. С учётом этой гипотезы по-новому начали выглядеть и отдельные эпизоды биографии Луция: так, стало более влиятельным мнение о том, что Гратидиан был убит Квинтом Лутацием Катулом. В целом для исследователей на первый план вышли не соотношение реальности и вымысла в античных источниках, а особенности формирования дискурса о Катилине и то, как на этот процесс повлияли намерения и ценностные установки авторов (в первую очередь Цицерона и Саллюстия). Современные учёные признают, что создание целостной и объективной биографии Катилины невозможно. Все имеющиеся данные относятся к небольшому периоду времени и крайне предвзяты: фактически это намеренное конструирование нового образа, только отчасти связанного с реальностью и ставшего крайне популярным благодаря счастливой судьбе произведений Цицерона и Саллюстия. Соответственно антиковедам остаётся либо изучать отдельные события и факты, либо использовать данные о Катилине для изучения мировоззрения тех авторов, которые о нём писали. В историографии встречаются и разного рода предположения о том, насколько самостоятельной фигурой был Луций, к какой «партии» он мог принадлежать и чьим орудием мог являться.

### Исследования
1. Альбрехт М. История римской литературы. — М.: Греко-латинский кабинет, 2002. — Т. 1. — ISBN 5-87245-099-0.
2. Белкин М. Цицерон, Цезарь и процесс Гая Антония в 59 г. до н. э. // Политическая интрига и судебный процесс в античном мире. — 2015. — С. 261—274.
3. Бугаева Н. Заговор Катилины в «Бревиарии от основания города» Евтропия // Аристей. Классическая филология и античная история. — 2010. — С. 78—101.
4. Грималь П. Цицерон. — М.: Молодая гвардия, 1991. — 544 с. — (Жизнь замечательных людей). — ISBN 5-235-01060-4.
5. Дымская Д. Заговор Катилины // Политическая интрига и судебный процесс в античном мире. — 2015. — С. 239—260.
6. Дымская Д. Матримониальные связи Катилины в контексте римской политики // Античный мир и археология. — 2017. — С. 134—143.
7. Егоров А. Юлий Цезарь. Политическая биография. — СПб.: Нестор-История, 2014. — 548 с. — ISBN 978-5-4469-0389-4.
8. Иванов Ю. Заговор Катилины и его социальная база // Вестник древней истории. — 1940. — № 1. — С. 69—81.
9. Ковалёв С. История Рима. — М.: Полигон, 2002. — 864 с. — ISBN 5-89173-171-1.
10. Короленков А., Смыков Е. Сулла. — М.: Молодая гвардия, 2007. — 430 с. — (Жизнь замечательных людей). — ISBN 978-5-235-02967-5.
11. Лившиц Г. Социально-политическая борьба в Риме 60-х годов I века до н. э. и заговор Катилины. — Минск: Издательство БГУ, 1960. — 208 с.
12. Любимова О. «Первый заговор Катилины» и Марк Лициний Красс // Античный мир и археология. — 2015. — № 17. — С. 151—175 (170).
13. Любимова О. Суд над весталками в 73 году до н. э.: политический аспект // Вестник древней истории. — 2015. — № 3. — С. 45—69.
14. Моммзен Т. История Рима. — Ростов н/Д.: Феникс, 1997. — Т. 3. — 640 с. — ISBN 5-222-00049-4.
15. Селецкий Б. Финансовая политика оптиматов и популяров в конце 90-80-х годов I в. до н. э // Вестник древней истории. — 1983. — № 1. — С. 148—162.
16. Утченко С. Древний Рим. События. Люди. Идеи. — М.: Мысль, 1969. — 324 с.
17. Утченко С. Цицерон и его время. — М.: Мысль, 1972. — 390 с.
18. Утченко С. Юлий Цезарь. — М.: Мысль, 1976. — 365 с.
19. Харченко А. Образ и биография Луция Сергия Катилины: от мифа к мифу // Автор и биография, письмо и чтение. — 2013. — С. 81—103.
20. Boissier G. La Conjuration de Catilina (фр.). — Paris: Hachette et C'e, 1905. — 259 p.
21. Bradley K. Slaves and the Conspiracy of Catiline (англ.) // Classical Philology. — 1978. — Vol. 73, 4. — P. 329—336.
22. Broughton R. Magistrates of the Roman Republic. — New York: Philological Association, 1951. — Vol. I. — 600 p. — (Philological Monographs, No. 15).
23. Broughton R. Magistrates of the Roman Republic. — New York: Philological Association, 1952. — Vol. II. — 558 p. — (Philological Monographs, No. 16).
24. Cadoux T. Catiline and the Vestal Virgins (англ.) // Historia: Zeitschrift für Alte Geschichte. — 2005. — Vol. 54, 2. — P. 162—179.
25. Cambridge Ancient History (англ.). — Cambridge: Cambridge University Press, 1992. — Vol. IX.
26. Degrassi A. Inscriptiones latinae liberae rei publicae (ILLRP). — Torino: «La Nuova Italiа», 1963. — Bd. II. — 283 p. — ISBN 978-8822123060.
27. Earl D. The Early Career of Sallust (англ.) // Historia: Zeitschrift für Alte Geschichte. — 1966. — Vol. 15, 3. — P. 302—311.
28. Ernout A., Meillet A. Catulus (фр.) // Dictionnaire étymologique de la langue latine. — 2001.
29. Gelzer M. Sergius 23 :  [нем.] // Paulys Realencyclopädie der classischen Altertumswissenschaft. — Stuttgart : J.B. Metzler, 1923. — Bd. II, 2. — Kol. 1693—1711.
30. Gruen E. The Last Generation of the Roman Republic (англ.). — Berkeley — Los Angeles — London: University of California Press, 1995. — 625 p.
31. Jones P. The First Conspiracy of Catiline (англ.) // The Classical Journal. — 1939. — Vol. 34, 7.
32. Кeaveney A. Who were the Sullani? (англ.) // Klio. — 1984. — Vol. 66. — P. 114—150.
33. Кeaveney A., Strachan J. Catilina Legatus: Sallust, Histories I. 46M (англ.) // The Classical Quarterly, New Series. — 1981. — Vol. 31, 2. — P. 363—366.
34. Maes Y. Catilina (нем.) // Historische Gestalten der Antike. Rezeption in Literatur, Kunst und Musik. — Stuttgart/Weimar, 2013. — S. 247—258.
35. Marshall B. Catilina and the Execution of M. Marius Gratidianus (англ.) // The Classical Quarterly. New Series. — 1985. — Vol. 35, 1. — P. 124—133.
36. Marshall B. The Date of Catilina’s Marriage to Aurelia Orestilla (англ.) // RivFC. — 1977. — Vol. 105. — P. 151—154.
37. Münzer F. Sergius :  [нем.] // Paulys Realencyclopädie der classischen Altertumswissenschaft. — Stuttgart : J.B. Metzler, 1923. — Bd. II, 2. — Kol. 1688.
38. Münzer F. Sergius 39 :  [нем.] // Paulys Realencyclopädie der classischen Altertumswissenschaft. — Шаблон:Stuttg/ : J.B. Metzler, 1923. — Bd. II, 2. — Kol. 1719.
39. Münzer F. Sergius 40 :  [нем.] // Paulys Realencyclopädie der classischen Altertumswissenschaft. — Stuttgart : J.B. Metzler, 1923. — Bd. II, 2. — Kol. 1719—1720.
40. Münzer F. Sergius 41 :  [нем.] // Paulys Realencyclopädie der classischen Altertumswissenschaft. — Stuttgart : J.B. Metzler, 1923. — Bd. II, 2. — Kol. 1720.
41. Münzer F. Sergius 42 :  [нем.] // Paulys Realencyclopädie der classischen Altertumswissenschaft. — Stuttgart : J.B. Metzler, 1923. — Bd. II, 2. — Kol. 1720.
42. Osmond P. Catiline in Fiesole and Florence: The After-Life of a Roman Conspirator (англ.) // International Journal of the Classical Tradition. — 2000. — Vol. 7, 1. — P. 3—38.
43. Petersson T. Cicero: A Biography (англ.). — Berkeley: University of California Press, 1920. — 726 p.
44. Philips E. Catiline's conspiracy (англ.) // Historia: Zeitschrift fur Alte Geschichte. — 1976. — Vol. 25, 4. — P. 441—448.
45. Salmon E. The Date of Catilina’s Marriage to Aurelia Orestilla (англ.) // AJP. — 1935. — Vol. 56. — P. 302—316.
46. Schmidt P. Sallustius 4 :  [нем.] // Der Kleine Pauly. — Stuttgart : J.B. Metzler, 1964—1975. — Bd. IV. — Kol. 1513—1517.
47. Scullard H. From the Gracchi to Nero: A History of Rome 133 BC to AD 68. — London; New York: Routledge, 2011. — 500 p.
48. Syme R. Sallust. — Berkeley: University of California Press, 1964. — 381 p.
49. Yavetz Z. The Failure of Catiline’s Conspiracy (англ.) // Historia: Zeitschrift für Alte Geschichte. — 1963. — Vol. 12. — P. 485—499.